# Comuna Stâlpeni, Argeș
Stâlpeni este o comună în județul Argeș, Muntenia, România, formată din satele Dealu Frumos, Livezeni, Ogrezea, Oprești, Pițigaia, Rădești și Stâlpeni (reședința).

## Sit arheologic
Existența anterioară a unei comunități umane pe teritoriul actual al satului Livezeni este atestată printr-o monedă descoperită întâmplător datând din perioada geto-dacică.

## Toponimia localităților componente
Dealu Frumos - toponim topografic compus din substantivul Dealu indicând aspectul exterior al locului pe care s-a constituit așezarea + determinativul adjectival cu accepția cunoscută.
Livezeni - toponim a cărui proveniență se explică prin „a livezi” („a face curătură”) +sufixul -eni, care indică apartenența locală.
Ogrezea - toponim format pe baza apelativului ogradă = „curte, bătătură, livadă”, ultima accepție constituind suportul semantic al denumirii așezării. 
Oprești - toponim format pe baza eponimului Oprea (la origine, antroponimic cu sens de la „ultimul copil dorit”) + sufixul colectiv -ești, care indică organizarea socială pe bază de obște a așezării.
Pițigaia - toponim format pe baza unui patronimic-poreclă Pițigoi (la origine, apelativul (parus major) cu sens figurat de „slab, plăpând, firav”.
Rădești - toponim format pe baza eponimului Radu + sufixul colectiv -ești, care indică organizarea socială pe bază de obște a așezării.
Stâlpeni - toponim topografic format pe baza apelativului stâlp = „țăruș fixat în teren, pentru marcare”, toponim evocând perioada delimitării proprietății agricole comune sau perioada în care „se hotăra, se măsura și stâlpea ocina”. În „Dicționarul geografic al județului Muscel”, se menționează că satul „își trage numele de la primul proprietar, Dinu Stâlpeanu, care a cumpărat proprietatea de la stat”.

## Așezare
Comuna se află în nord-estul județului, pe malurile Râului Târgului. Este străbătută de șoseaua națională DN73, care leagă Piteștiul de Brașov. La Livezeni, din acest drum se ramifică șoseaua județeană DJ732, care o leagă spre nord-vest de Bălilești, Vlădești și Aninoasa (unde se termină în DN73C).
Prin comună trece și calea ferată Golești–Câmpulung–Parc Krețulescu, pe care este deservită de stația Stâlpeni.

## Istorie
La sfârșitul secolului al XIX-lea, comuna făcea parte din plasa Râurile a județului Muscel și era formată din satele Stâlpeni, Surdeni, Oprești și Cotori-Țigănia, având în total 985 de locuitori. În comună funcționau o biserică și o școală mixtă înființată în 1836. La acea dată, pe teritoriul actual al comunei mai funcționau în aceeași plasă și comunele Livezeni și Rădești. Comuna Livezeni era compusă din satele Livezeni și Hârtiești, cu o populație totală de 700 de locuitori. Funcționau și aici două biserici (una fondată de postelnicul Lazăr la 1813 și alta datând din 1534) și o școală cu 45–48 de elevi. Comuna Rădești, cu satele Rădești și Pițigaia, avea 833 de locuitori, o biserică ridicată de Partenie Ieromonahul în 1778, și o școală cu 70 de elevi.
Anuarul Socec din 1924 consemnează desființarea comunei Livezeni și includerea satelor ei în comuna Rădești. Aceasta avea, astfel, 1803 locuitori în satele Livezeni, Mateești, Oprești, Stâlpeni și Surdeni. Comuna Rădești, avea 1254 de locuitori și aceeași alcătuire. În 1950, ele au fost transferate raionului Muscel din regiunea Argeș, iar în 1968 au trecut la județul Argeș. Tot atunci, a fost desființată comuna Rădești, satele ei fiind alipite comunei Stâlpeni.

## Specific etnocultural
Sub raport arhitectural, se consemna, la începutul secolului XX, pe teritoriul localității, existența unui singur bordei de locuit, ceea ce presupune frecvența acestora în secolele anterioare.
Arhitectura tradițională locală se integrează, prin caracteristicile sale, zonei Muscel. Locuințele țărănești cu parter și etaj - construite la începutul secolului XX - au parterul amenajat ca pivniță, precedată de un gârlici. Etajul este destinat locuinței propriu-zise formate dintr-o tindă centrală, încadrată de camere de locuit.
Un tip de construcții apărut ulterior prezintă soclu de zid supraînălțat, pereți de lemn sau de cărămidă, acoperiș în patru ape, cu învelitoare din țiglă sau tablă. Construită în întregime pe fațada principală, sala este prevăzută cu pălimar de lemn ajurat și stâlpi simpli, de secțiune pătrată. Decorul din stucatură amplifică registrul ornamental al caselor.
Portul popular se integrează, prin particularitățile sale, în aria portului popular muscelean.
În domeniul folclorului literar local, printre cele mai reprezentative creații de acest gen se înscrie balada „Scorpia”.
Din amplul repertoriu al folclorului coregrafic zonal, prezintă elemente de particularizare locală dansurile: Baraboiul, Brâul bătrânesc, Chindia, Hora Miresii, Perinița, Sârba.
Formația corală a Căminului cultural Stâlpeni, preluând, în programul concertistic, piese muzicale din folclorul muzical tradițional, a obținut trofeul Festivalului coral „D.G. Chiriac”, sub bagheta prof. Elena Stăncescu - o solistă de muzică populară a Muscelului, în viziunea prof. Costin Alexandrescu.
Se organizează săptămânal târguri tradiționale (duminica), dar și cu ocazia unor sărbători religioase: Adormirea Maicii Domnului (15 august), Nașterea Maicii Domnului (8 septembrie), Sf. Cuvioasă Paraschiva (14 octombrie).

## Patrimoniul cultural-istoric
Biserica Livezeni a fost ctitorită de Oprea Mateescu și soția sa, Anastasia, în perioada 6 iunie 1894 - 30 iunie 1896, fiind construită din „cărămidă, pe temelie din piatră de Albești și învelită cu aramă”. Reparațiile la biserică s-au efectuat în anul 1929, 1937 și 1996.
Biserica are planul în formă de cruce, cu absida altarului semicirculară și naos extins lateral prin abside mari semicirculare; pronaosul este prevăzut cu cafas și este divizat printr-o arcadă susținută pe stâlpi laterali; pridvorul este închis, retras din plan și subdimensionat în elevație. Turla este deschisă de o secțiune octogonală, la naos, și închisă, de secțiune pătrată, peste pronaos; turlișoarele se află la extremitatea vestică a acoperișului pronaosului.  
În 1916, ocupanții germani au luat „ca pradă de război, arama de pe acoperiș și clopotele”. Pictura murală originară a fost „spălată” de un zugrav anonim din Vulturești, în 1930; pictura actuală este realizată de Nicolae Samoilă din București (1974-1975).  
În patrimoniul bisericii, se află cărți ritualice: Penticostarion (1805), Tipic (1893), Mineie (1891-1894), Analog (1896) și un epitaf (1896). Biserica-necropolă, ctitorii fiind îngropați în pronaos.  
Biserica «SG» Rădești a fost edificată, cu cheltuiala „năstavnicului Sfintei Mănăstiri Valea ot Țițești”, într-o perioadă extrem de scurtă: între 17 iulie și 14 septembrie 1774, și „preînnoită, atât zidirea cât și zugrăvitul” de Nicolae Mărcușanu și soția sa, Safta, în 1867.  
Biserica este în plan dreptunghiular, cu absida altarului decroșată, semicirculară în interior și poligonală în exterior, naos alungit, pronaos de formă cvaspătrată, pridvor adăugat în 1892; turlă-clopotniță de secțiune octogonală peste pronaos. Au fost executate reparații în anii 1933, 1951, 1963, 1969.        
Pictura murală în frescă din  1867 prezintă, în pridvor, scene biblice de muncă adaptate specificului local. Tablourile votive din pronaos înfățișează pe Nicolae și Safta Mărcușanu.        
În patrimoniul bisericii, se află un clopot cu inscripții în limba latină, datat 1596, și icoane pictate pe lemn în sec. XIX: „IH”, MDP”, „SIB”, „SG”, „SN”.        
Biserica «SÎCE» Rădești (1939-1949) a fost ctitorită de prof. univ. Ion C. Petrescu, preotul Ion Mateescu și enoriașii parohiei, conform proiectului arh. Dimitrie Ionescu-Berechet, antreprenor fiind Tita de Nicollo. Intervențiile de restaurare au vizat repararea șarpantei acoperișului (1962) și pictura murală: Ion și Pantelimon Fleșaru, Vasile Blendea (1949), Gheorghe Vânătoru și Iosif Kerber (1969).        
Biserica Stâlpeni (1835-1836) a fost ctitorită de jupan Ioniță Stâlpeanu și soția sa, jupâneasa Maria. Intervențiile de restaurare a  bisericii au vizat construirea cafasului (1901), consolidare (1932) și pictura murală (1970).        
Cruci de piatră: Rădești, Stâlpeni.
Monumente eroi: Livezeni, Rădești, Stâlpeni.

## Demografie
Componența etnică a comunei Stâlpeni
     Români (89,38%)
     Romi (1,47%)
     Alte etnii (0,07%)
     Necunoscută (9,08%)
Componența confesională a comunei Stâlpeni
     Ortodocși (87,91%)
     Adventiști (1,86%)
     Alte religii (0,52%)
     Necunoscută (9,71%)
Conform recensământului efectuat în 2021, populația comunei Stâlpeni se ridică la 4.418 locuitori, în scădere față de recensământul anterior din 2011, când fuseseră înregistrați 4.868 de locuitori. Majoritatea locuitorilor sunt români (89,38%), cu o minoritate de romi (1,47%), iar pentru 9,08% nu se cunoaște apartenența etnică. Din punct de vedere confesional, majoritatea locuitorilor sunt ortodocși (87,91%), cu o minoritate de adventiști (1,86%), iar pentru 9,71% nu se cunoaște apartenența confesională.

## Politică și administrație
Comuna Stâlpeni este administrată de un primar și un consiliu local compus din 13 consilieri. Primarul, Gabi Șerbănoiu[*], de la Partidul Social Democrat, este în funcție din 2016. Începând cu alegerile locale din 2024, consiliul local are următoarea componență pe partide politice:
|  | Partid                          | Consilieri | Componența Consiliului | Componența Consiliului | Componența Consiliului | Componența Consiliului | Componența Consiliului | Componența Consiliului |
|  | ------------------------------- | ---------- | ---------------------- | ---------------------- | ---------------------- | ---------------------- | ---------------------- | ---------------------- |
|  | Partidul Social Democrat        | 6          |                        |                        |                        |                        |                        |                        |
|  | Partidul Național Liberal       | 4          |                        |                        |                        |                        |                        |                        |
|  | Forța Dreptei                   | 1          |                        |                        |                        |                        |                        |                        |
|  | Alianța pentru Unirea Românilor | 1          |                        |                        |                        |                        |                        |                        |
|  | Anghel Ion-Eduard               | 1          |                        |                        |                        |                        |                        |                        |

## Personalități născute în comuna Stâlpeni
- BOUREANU Radu (1906-1997) - poet, actor, muzician și pictor născut și stabilit la Stâlpeni (1960). Opera literară: „Zbor alb” (1932), „Fata din umbră” (1936), „Golful sângelui” (1936), „Viața spătarului Milescu” (1936), „Enigmaticul Baikal” (1938), „Caii de Apocalips” (1939), „Sângele popoarelor” (1948), „Lupii” (1952), „Fata de pe Mureș” (1955), „Satul fără dragoste” (1955), „Versuri alese” (1955), „Ceașca” (1956), „Umbra satelor” (1957), „Cântare cetății lui Bucur” (1959), „Moartea morilor de vânt” (1961), „Versuri” (1961).[27]
- ENESCU-STÂLPENI DEM (1884-1927) - poet, cadru didactic, autor de manuale școlare. Opera literară: „Dezertorii” (1916), „Judecarea generalului Averescu” (1920), „Comori indiene” (1925), proverbe versificate, traducere din sanscrită ș.a.
- ENESCU-STÂLPENI ELIZA (1888-?) - învățătoare. Opera literară: „Căutări” - versuri (1903), „Educatoarele din România”, note critice (1908) ș.a.; traduce „Proverbe și maxime indiene” (1910).
- GEORGESCU VIRGIL/GILĂ (1921-1988) - primul pilot șef al companiei Tarom, comandantul navelor prezidențiale ale lui Gheorghe Gheorghiu-Dej și Nicolae Ceaușescu.
- IONESCU BUCUR (1943-2002) - matematician, conferențiar universitar doctor la Facultatea de Matematică a Universității București, colaborator activ la „Gazeta matematică”, director general în Ministerul Educației.
- MARINESCU MOISE (1890-1977) - învățător, inspector școlar general, autor de manuale școlare, învățător la Stâlpeni (1931-1938), unde înființează Societatea corală „Cântecul românesc”, un muzeu școlar și Biblioteca școlară pentru săteni; președinte al Asociației învățătorilor din România (1943-1945), director al revistei „Școala și viața”[28].
- NIȚESCU ION (Pițigaia, 1914-?) - profesor de Limba și literatura română, coordonatorul edificării a trei localuri de școală, distins cu„Răsplata muncii”, clasa I. Opera, în manuscris „Toponimia și onomastica satului Dragoslavele” (1961), „Monografia Liceului nr. 2 Câmpulung” (1972), „Nume de locuri din Muscel”, „Un muzeu mai puțin cunoscut în Rucăr”, „Spre asfințit”.
- I. C. Petrescu (1892 - 1967) - pedagog român, profesor la Universitatea din București, teoretician și promotor al școlii active. Opera: „Școala activă” (1926), „Curs de psihologie pedagogică” (1929-1930), „Problemele selecției și școala democrației (1928), „Activismul și noile reforme școlare” (1928), „Școala și viața” (1930), „Regionalismul educativ: Curs de pedagogie socială” (1935), „Școlile experimentale” (1935), „Contribuții la o pedagogie românească” (1938), „Realități, perspective în domeniul școlii primare” (1939), „Muzeul școlii și al satului” (1936) ș.a. Traduce, din Pestalozzi, „Cum își învață Gertruda copiii” (1929)[29].
- George Ziguli (1954 - 2014), baschetbalist;
- Ilie Baicu (n. 1974), fotbalist;
- Liviu Hapaină (n. 1978), fotbalist.